# Franciszek Brzeziński

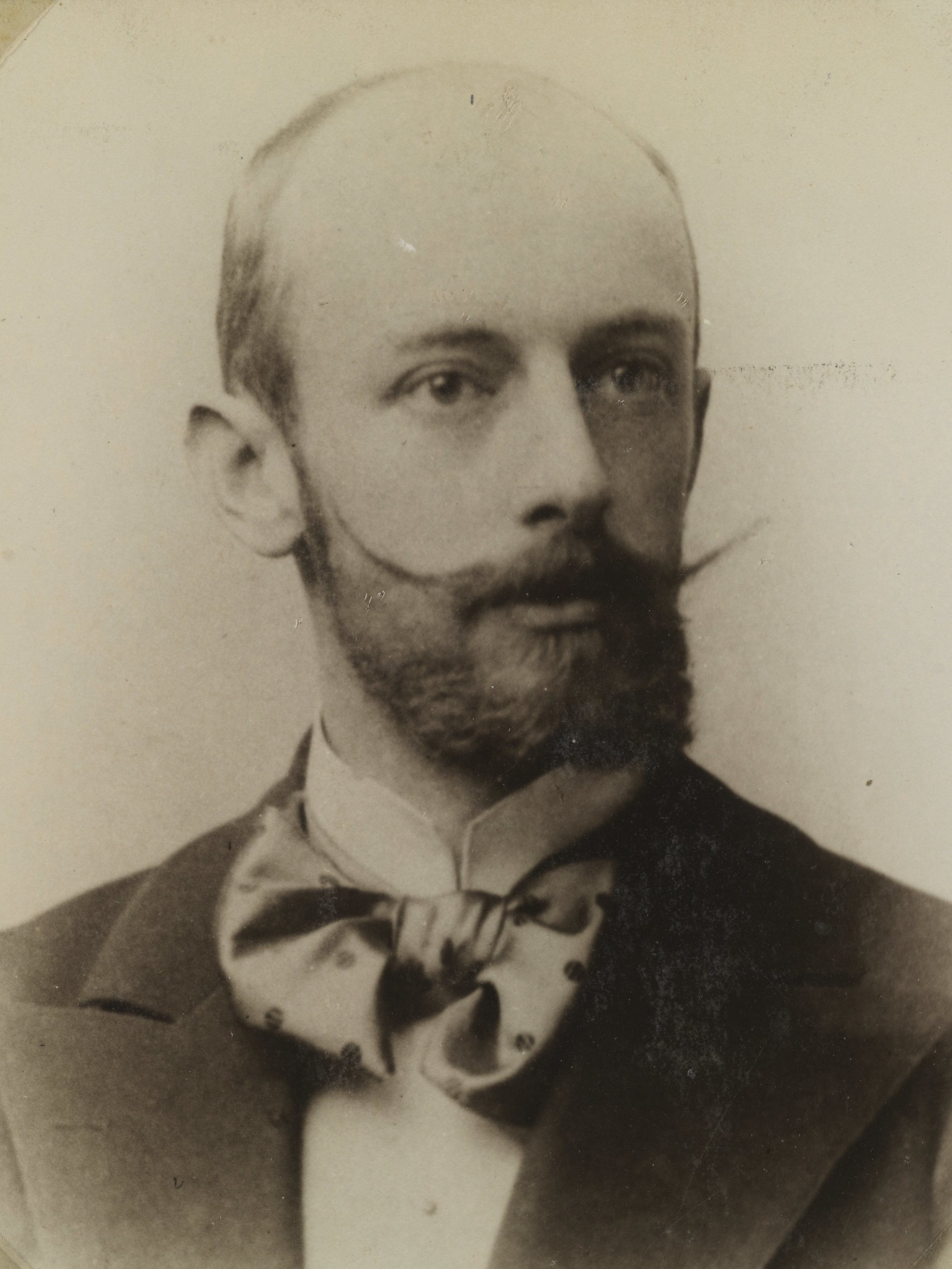
Franciszek Brzeziński

Franciszek Ksawery Brzeziński (* 6. November [abweichend 6. September] 1867 in Warschau, Russisches Kaiserreich; † 6. August 1944 in Warschau) war ein polnischer Komponist, Musikkritiker und in der Zwischenkriegszeit auch Konsul der polnischen Republik.

## Leben
Brzeziński war ein Enkel der Pianistin und Komponistin Filipina Brzezińska. Er hatte Klavierunterricht bei Jan Kleczyński. An der Kaiserlichen Universität Dorpat studierte er Rechtswissenschaften, danach an der Universität Leipzig Musikwissenschaft. Bis 1903 war er als Rechtsanwalt tätig, studierte dann in Paris und von 1904 bis 1907 am Königlichen Konservatorium in Leipzig Musik bei Stephan Krehl, Hans Sitt, Arthur Nikisch und kurzzeitig  auch bei Max Reger. Nach dem Ersten Weltkrieg stellte Brzeziński das Komponieren ein; er war nun hauptsächlich als Musikkritiker tätig und unterrichtete außerdem Operngeschichte am Konservatorium Warschau. Von 1921 bis 1927 war er Konsul der Polnischen Republik in Breslau, danach kurzzeitig in Berlin.
Brzeziński komponierte neben spätromantischen Klavierwerken ein Klavierkonzert und eine Violinsonate.

## Werke
- Stimmungsbilder in Variationenform für Klavier op. 3. Bote & Bock, Berlin [1908]
- Polnische Suite für Klavier op. 4. Lauterbach & Kuhn, Leipzig 1908
- Triptique (Tryptyk). Suite de préludes et fugues für Klavier op. 5. I Le doute – Zwatpienie – Im Zweifel (Praeludium & Fuga F moll). II Noël en Pologne – Boże Narodzenie – Weihnachten in Polen (Praeludium & Fuga C Dur). III Devant le Sphinx – Przed sfinxem – Vor der Sphinx (Praeludium & Fuga C moll). A. Piwarski & Co., Krakau; Gebethner & Wolff, Warschau 1911.
- Toccata F-Dur für Klavier op. 7. A. Piwarski & Co., Krakau 1912
- Polonaise-Ballade